# H.O.A. Kjeldsen
Hans Olaf Agerup Kjeldsen, bedre kendt som H.O.A. Kjeldsen (født 5. februar 1932, død 24. juni 2019) var en dansk godsejer og politiker. Han var præsident for Landbrugsrådet fra 1979 til 1995 og formand for De Danske Landboforeninger, det nuværende Dansk Landbrug, fra 1974 til 1995. Han ejede herregården Lerkenfeldt.
Han voksede op i Løgstør og kom senere i Flyvevåbnet.
I 1997 stillede han op for Venstre til byrådet i Farsø Kommune, hvor han opnåede at blive valgt til borgmester. Han var borgmester indtil årsskiftet 2006/07. Han meldte sig først ind i partier efter sin afgang som formand for landbrugets organisationer.
Han var også bestyrelsesmedlem i Dansk Landbrugs Realkredit (nu DLR Kredit) 1977-95, Hedeselskabet 1979-96 og ØK 1980-96.
Kjeldsen var i flere perioder vicepræsident i EUs landbrugsorganisation COPA, hvor han var præsident i årene 1987-88, hvor den mere markedsorienterede landbrugspolitik blev grundlagt. I den internationale landmandsorganisation IFAP var Kjeldsen præsident i to perioder 1990-94. Han blev udnævnt til kammerherre. I 1994 blev han Kommandør af Dannebrogordenen.